# Ławra Peczerska
Ławra Peczerska (ukr. Києво-Печерська лавра) – prawosławny klasztor w Kijowie, jedno z największych chrześcijańskich centrów na Ukrainie.

## Historia
Historia świątyni sięga połowy XI wieku, kiedy do Kijowa przybyli fundatorzy ławry i inicjatorzy ruchu monastycznego na Rusi – mnisi Antoni i Teodozjusz. Pierwszy monaster powstał w 1051 na naddnieprzańskich stokach – w pieczarach (ukr. печера, peczera – jaskinia, pieczara), od których pochodzi nazwa klasztoru.
W XI wieku drugi igumen Teodozjusz wprowadził bizantyjską regułę studycką, która przewidywała życie we wspólnocie klasztornej i oddawanie się nieustannej modlitwie i pracy. Już w XII wieku klasztor był uważany za miejsce cudowne i oczyszczające z grzechów. Rozwijało się w nim również dziejopisarstwo: powstała tu, między innymi, Powiest’ wriemiennych lat („Powieść doroczna”), zwana również „Latopisem Nestora”, pierwsza kronika ruska. W 1539 w ławrze pochowano księcia wołyńskiego i starostę winnickiego Eliasza Ostrogskiego.
W 1603 sejm Rzeczypospolitej zwrócił dyzunitom klasztor (zarekwirowany wcześniej prawosławnym na rzecz unitów), gdzie zgodnie z tradycją jego archimandrytę miała wybierać szlachta kijowska i duchowieństwo. Przed 1642 metropolita Piotr Mohyła ufundował odbudowę w stylu barokowym zniszczonego soboru Zaśnięcia Matki Bożej (Uspieńskiego) oraz położonej nieco dalej na północ cerkwi św. Spasa na Berestowie. Widoki klasztoru, które stworzył Abraham van Westerveld około 1651, wskazują, że poza murowanym soborem i cerkwią św. Spasa na Berestowie zabudowania klasztorne były jeszcze całkowicie drewniane. Obszerny opis ławry znajduje się w Peteryku Peczeskim, wydawanym wielokrotnie w wersji ukraińskiej i polskiej w XVII wieku. Wówczas działała w monasterze dobrze prosperująca drukarnia oraz warsztat graficzny. Opis i historię całego kompleksu odnajdujemy w dziele Jana Herbiniusa. wydanym w 1675 r.
Klasztor został powiększony w drugiej połowie XVII i w XVIII wieku, kiedy to rozbudowano poszczególne zespoły sakralne. Zostały one wzniesione w stylu baroku kozackiego (zwanego też barokiem ukraińskim), który cechuje znaczna liczba wieżyczek, zdobnych ścian szczytowych i dekoracji, freski na ścianach zewnętrznych, przedstawiające z reguły postaci z historii kraju i Kościoła.
3 listopada 1941 wybuch zniszczył część soboru Zaśnięcia Matki Bożej. Według słowackiej kroniki filmowej eksplozja ta miała miejsce 20 minut po wizycie w ławrze prezydenta Słowacji Jozefa Tiso. Do dziś trwają spory, kto był winny zniszczenia – radzieccy partyzanci, którzy zaatakowali kwaterujące tam wojska niemieckie, czy Niemcy.
W 1990 ławra Peczerska została zapisana wraz z soborem Mądrości Bożej (Sofijskim) na liście światowego dziedzictwa UNESCO. Od 2023 roku obiekt ma status dziedzictwa zagrożonego w związku z wojną na Ukrainie.
Po uzyskaniu przez Ukrainę niepodległości (w 1991) władze ukraińskie i niemieckie sfinansowały odbudowę świątyni. W 2000 metropolita Włodzimierz, zwierzchnik Ukraińskiej Cerkwi Prawosławnej, ponownie ją konsekrował.
Z końcem 2022 roku państwo ukraińskie zakończyło dzierżawę soboru katedralnego Zaśnięcia Matki Bożej oraz cerkwi refektarzowej przez Kościół Prawosławny Patriarchatu Moskiewskiego. Od 7 stycznia 2023 roku w ww. obiektach, przejętych przez ukraiński resort kultury,  odbywają się nabożeństwa Prawosławnej Cerkwi Ukrainy.
Obecnie zespół składa się z ławry dolnej i ławry górnej.

## Ławra górna

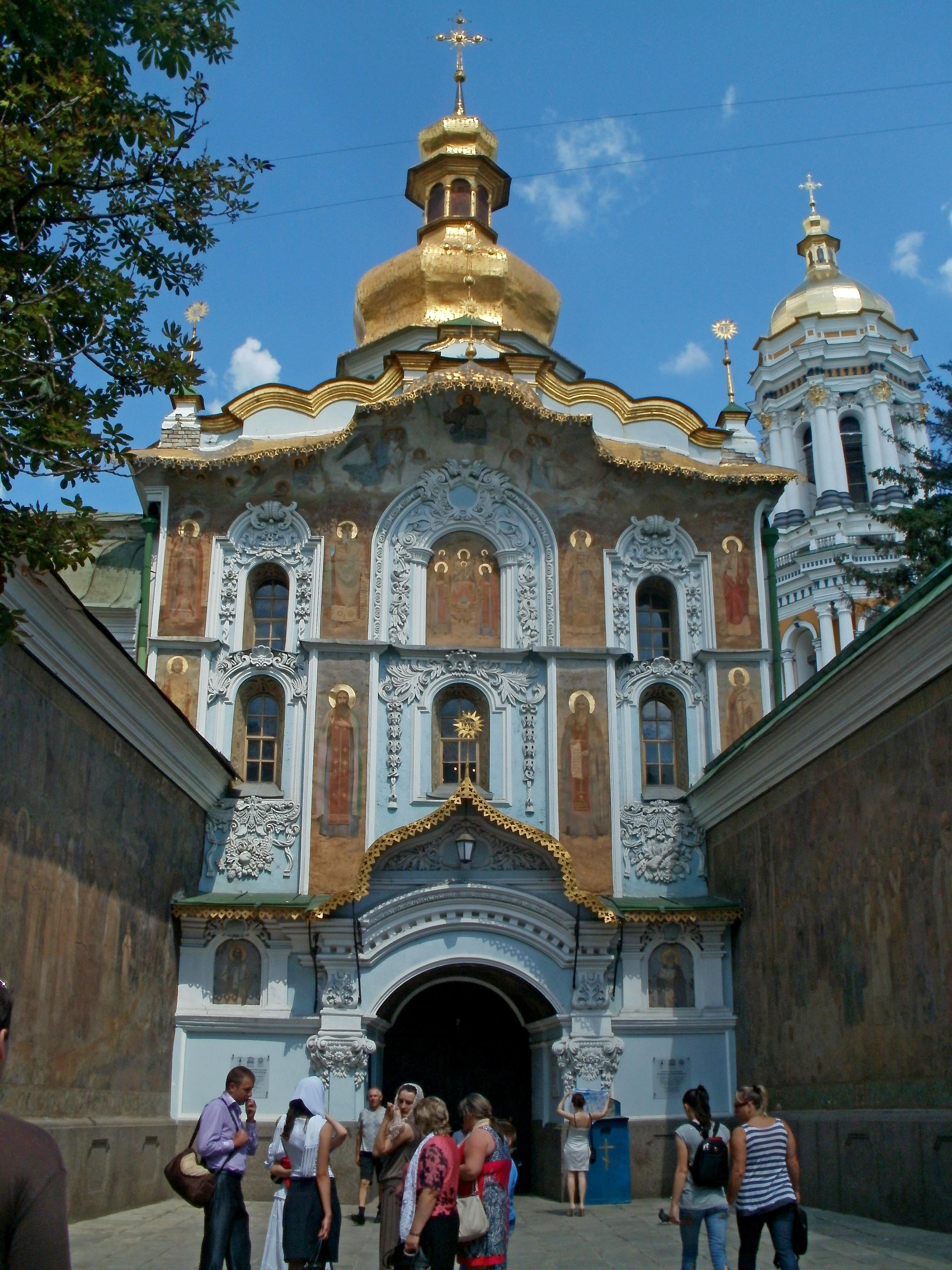
Nadbramna cerkiew Świętej Trójcy (Troicka) z XVII wieku

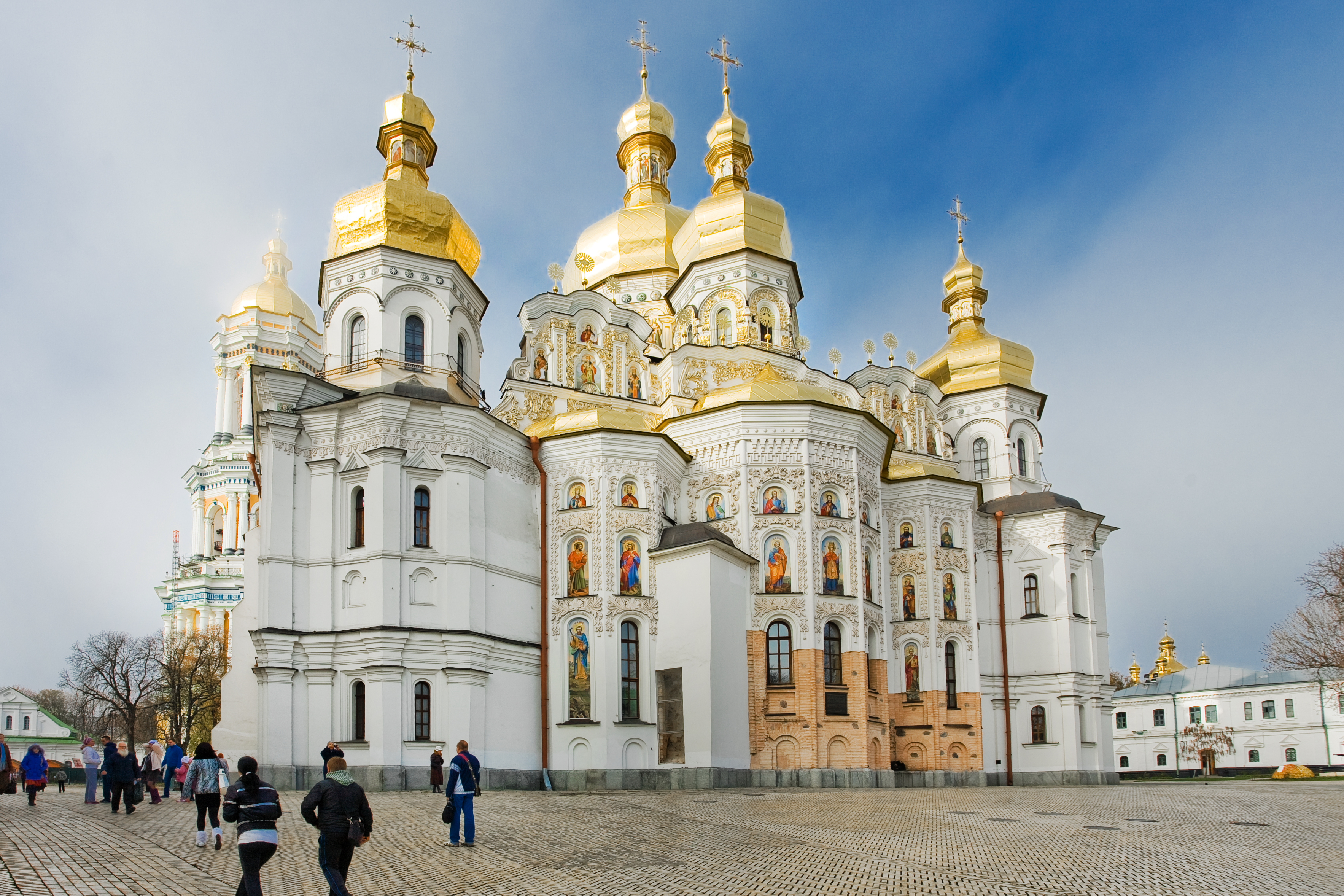
Sobór Zaśnięcia Matki Bożej (Uspieński)

Teren górnej ławry znajduje się pod zarządem państwowym, a budynki w większości służą jako muzea i sale wystawowe. Wzniesione zostały tu:
- sobór katedralny Zaśnięcia Matki Bożej (Uspieński)
- nadbramna cerkiew Świętej Trójcy (Troicka), z lat 1106–1108, przebudowana pod koniec XVII wieku, ufundowana przez Iwana Mazepę
- pomieszczenia gospodarcze
- drukarnia powstała około 1606
- cerkiew Wszystkich Świętych nad bramą Targową z końca XVII wieku
- Wielka Dzwonnica z okresu 1731–1744
- cerkiew refektarzowa (trapezna) pod wezwaniem Antoniego i Teodozjusza budowana od 1893 do 1895
- cerkiew Zwiastowania (Błagowiszczeńska) z lat 1904–1905
- cerkiew św. Michała (kopuły o łącznej powierzchni 782 m²)
- cerkiew domowa św. Agapita Pieczerskiego oddana do użytku w 2021 r. (poświęcona 7 grudnia przez metropolitę kijowskiego i całej Ukrainy Onufrego)[11].

## Ławra dolna
Teren dolnej ławry został przekazany w zarząd Ukraińskiej Cerkwi Prawosławnej Patriarchatu Moskiewskiego. Składa się z Bliskich Pieczar i Dalekich Pieczar i pozostawał w jej rękach do końca 2022 roku.

### Bliskie Pieczary
W Bliskich Pieczarach znajdują się:
- cerkiew Podwyższenia Krzyża Pańskiego (Chrestowozdwiżeńska) wybudowana w 1700, w której mieści się wejście do pieczar Antoniego
- cerkiew Wszystkich Mnichów Peczerskich zbudowana w 1839
- cerkiew Spotkania Pańskiego (Striteńska) z 1854 (cerkiew namiestnika Bliskich Pieczar)
- cerkwie podziemne
  - cerkiew św. Antoniego
  - cerkiew Wprowadzenia Matki Bożej do Świątyni (Wwedeńska)
  - cerkiew św. Warłaama.

### Plac prowadzący do Dalekich Pieczar
Nad placem prowadzącym do Dalekich Pieczar wznoszą się:
- cerkiew Narodzenia Bogurodzicy z 1696
- dzwonnica Dalekich Pieczar (zbudowana w 1761)
- cerkiew Poczęcia św. Anny z lat 1809–1811, gdzie znajduje się wejście do pieczar św. Teodozjusza.

### Dalekie Pieczary
W Dalekich Pieczarach pod ziemią znajdują się trzy świątynie:
- cerkiew Zwiastowania z czasów Teodozjusza
- cerkiew św. Teodozjusza
- cerkiew Narodzenia Pańskiego.

### Podziemia ławry

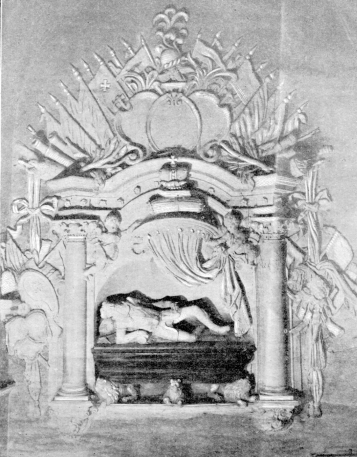
Nagrobek hetmana Konstantego Ostrogskiego, zwycięzcy spod Orszy

W podziemiach ławry pochowani zostali, między innymi:
- Teodozjusz Pieczerski – przełożony i fundator klasztoru
- pierwszy kijowski metropolita Michał[b]
- święty lekarz i ikonograf Alipiusz
- kronikarz Nestor
- Ilia Muromiec
- książę Konstanty Ostrogski, hetman wielki litewski
- głowa kniazia Włodzimierza Świętego
- ukraińscy hetmani, wojewodowie kijowscy, metropolici, arcybiskupi, biskupi.